# Квиринал
Квиринал е един от седемте хълма на Рим.
Според легендата на този хълм се е намирало едно малко селище на сабините и след сключването на мир между римляните и сабините тук е живял царят Тит Таций. Сабините издигнали олтар на това място в чест на техния бог Квирин, като дали по този начин име и на целия хълм.
В епохата на Древния Рим площадът на Квиринал е бил култово място. В центъра му се намира скулптурната група с коне на братята Диоскури, Кастор и Полукс, поради което векове наред целият район се нарича Монте Кавало (Конски хълм).

## Дворец Квиринал
През 1574 г. папа Григорий XIII започва да строи лятна резиденция на мястото, където се е намирала вилата на кардинал Иполито II д’ Есте, като възлага строителните работата на архитекта Отавиано Маскарино. Впоследствие дворецът е разширен и обогатен от следващите папи.
В строителството на двореца участват известни архитекти и скулптори като Фламинио Понцио, Карло Мадрено, Джан Лоренцо Бернини, Гуидо Рени и Пиетро да Кортона.
Дворецът „Квиринал“ е резиденция на папите до 1870 г. След завземането на Рим от Кралство Италия той става резиденция на италианските крале до 1946 г. Днес Квиринал е официалната резиденция на Президента на Италианската република и е символ на Държавата.
В двореца се намират кабинетите и апартаментите на държавния глава и от страната на улица „XX Сетембре“ – специално мебелирани апартаменти за посещения на чужди държавни глави и монарси.
В двореца Квиринал се пазят богати колекции от картини, гоблени, статуи, стари карети, часовници, мебели, порцеланови съдове.